# Winston-Churchill-Statue (Parliament Square, London)

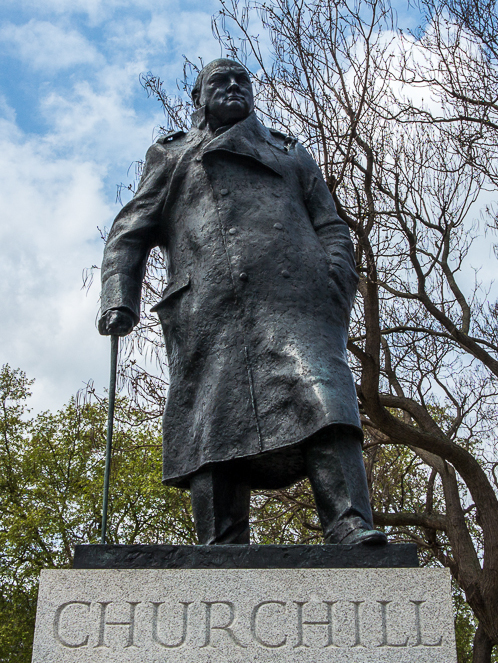
Winston-Churchill-Statue

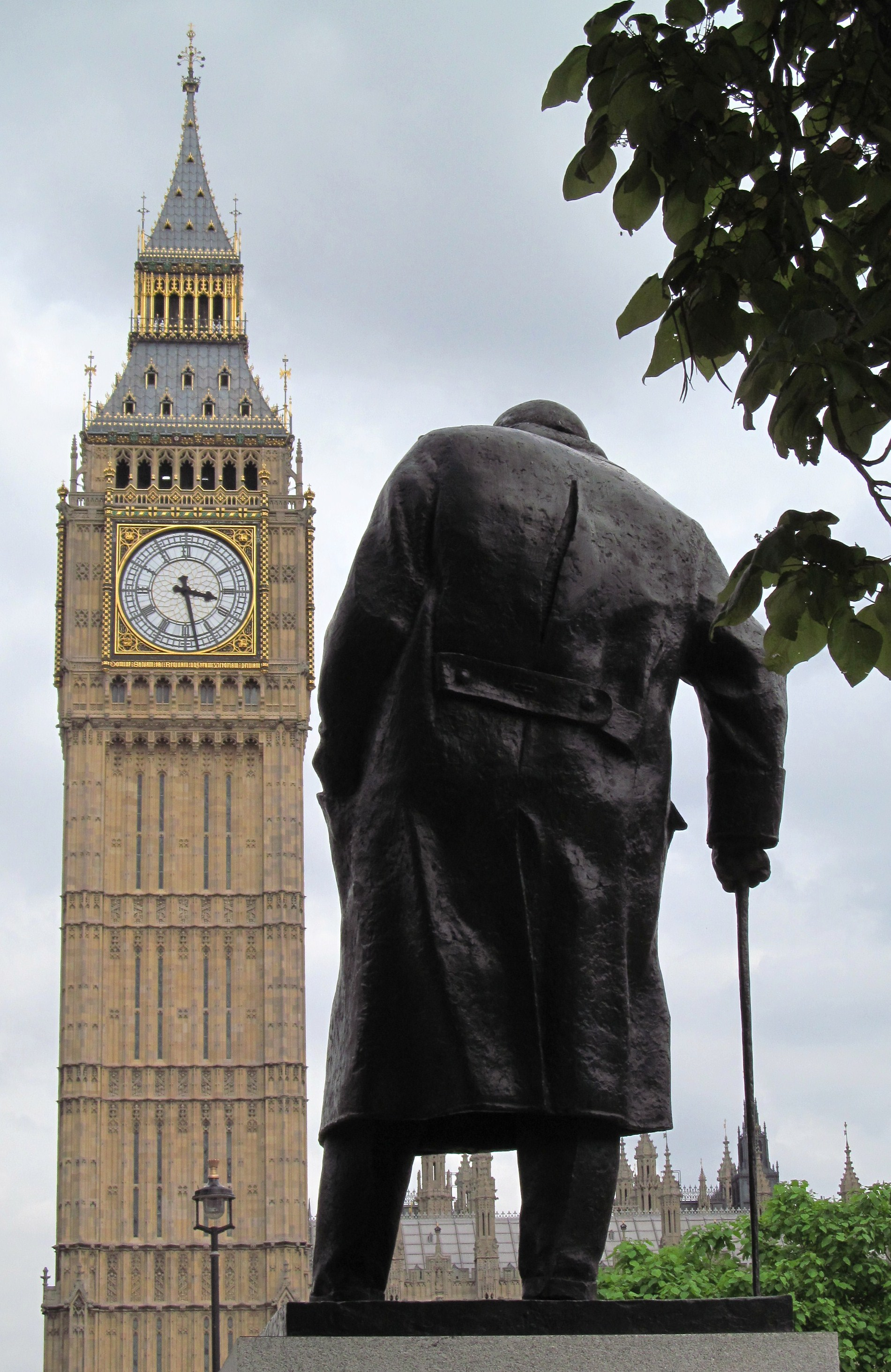
Rückansicht der Winston-Churchill-Statue mit Blick auf den Elizabeth Tower

Die Winston-Churchill-Statue ist eine von dem walisischen Bildhauer Ivor Roberts-Jones gefertigte Bronzefigur des ehemaligen Premierministers Winston Churchill (1874–1965). Sie befindet sich auf dem Parliament Square in der City of Westminster in London.

## Geschichte
Es wird erzählt, dass, als im Jahr 1950 Pläne diskutiert wurden, den Platz des Parliament Square neu zu gestalten, Churchill selbst eine Stelle markierte, an der später einmal eine Statue von ihm platziert werden sollte. Es dauerte bis zum Anfang der 1970er Jahre bis eine Churchill-Statue in Auftrag gegeben wurde. Mit der Ausgestaltung wurde der Bildhauer Ivor Roberts-Jones betraut. Der Kopf des Gipsentwurfs ähnelte nach Ansicht des Churchill Statue Committee jedoch zu sehr dem italienischen Diktator Mussolini, sodass einige Änderungen notwendig wurden. Die modifizierte Bronzestatue wurde am 1. November 1973 von Churchills Witwe Clementine enthüllt. Königin Elisabeth II. nahm an der Feier teil, hielt auch eine Rede, fand es jedoch passender, dass Clementine Churchill die Enthüllung vornahm. Ebenfalls anwesend waren die Königinmutter Elizabeth Bowes-Lyon, der damalige Premierminister Edward Heath, alle vier lebenden ehemaligen Premierminister sowie vier Generationen der Familie Churchill.
2008 wurde die Statue in die Statutory List of Buildings of Special Architectural or Historic Interest in der Klasse Grade II (Bauwerk von nationaler Bedeutung und speziellem Interesse) aufgenommen.

## Beschreibung
Die etwa 3,7 Meter hohe Statue wurde aus Bronze hergestellt. Sie steht auf einem ca. 2,4 Meter hohen, rechteckigen Granitsockel, in den auf der Vorderseite die Inschrift CHURCHILL eingraviert ist. Der Staatsmann ist mit einem langen Überrock (greatcaot) bekleidet. Mit der rechten Hand stützt er sich auf einem Gehstock ab. Die linke Hand steckt in der Rocktasche.

## Vandalismus
Im Rahmen von Diskussionen über Politiker bezüglich früherer, als Rassismus eingestufter Äußerungen, wurde die Statue von Churchill 2020 mit roter Farbe übergossen und der Sockel mit Parolen beschmiert. Die Statue wurde daraufhin mit Platten eingehaust. Um weiterem Vandalismus vorzubeugen, ist geplant, die Statue zukünftig bei erwarteten Protestdemonstrationen zu verhüllen.